# Acromantis luzonica
Acromantis luzonica es una especie de mantis de la familia Hymenopodidae.

## Distribución geográfica
Se encuentra en las Filipinas.